# 33421 Byronxu
33421 Byronxu è un asteroide della fascia principale. Scoperto nel 1999, presenta un'orbita caratterizzata da un semiasse maggiore pari a 2,2681042 UA e da un'eccentricità di 0,1394291, inclinata di 1,15079° rispetto all'eclittica.